# Дом Советов (Псков)
Дом Сове́тов — памятник гражданской архитектуры в городе Пскове. Двухэтажное каменное здание построено в 1784—1786 годах, неоднократно подвергалось перестройкам. В 1854—1859 гг. был достроен третий этаж и боковые флигели. Объект культурного наследия народов России федерального значения.

## История
До 1824 года в здании располагались палаты гражданско-уголовного суда, губернское правление, городской магистрат, губернский архив.

С 1824 года здание перешло в собственность военного ведомства. 

В 1835 году для дирекции Варшавской телеграфической станции в здании была построена башня оптического телеграфа. В 1930 г. телеграфная вышка была перестроена в часовую башню.

В 1882—1917 годах здание занимал Псковский кадетский корпус.

В 1918 году в левом крыле находился военно-революционный штаб города, проводилась запись в отряды Красной армии.

С 1920 года здесь находился губком и исполком.

В 1925 году здание получило название Дома Советов.

В настоящее время в здании располагается Правительство Псковской области и Псковское областное собрание депутатов.